# Puchar Świata w biegach narciarskich 2012/2013 – La Clusaz 2013
Siódme zawody Pucharu Świata w biegach narciarskich w sezonie 2012/2013 odbyły się we francuskim La Clusaz. Konkurencje zostały rozegrane 19 - 20 stycznia 2013. Zawodnicy rywalizowali w jednej konkurencji indywidualnej stylem klasycznym (10 km dla kobiet i 15 km dla mężczyzn) oraz w sztafetach.

## Program zawodów
| Dzień       | Konkurencja                   | Początek  | Liczba uczestników |
| ----------- | ----------------------------- | --------- | ------------------ |
| 19 stycznia | 10 km st. klasycznym kobiet   | 14:30 CET | 60                 |
| 19 stycznia | 15 km st. klasycznym mężczyzn | 15:45 CET | 75                 |
| 20 stycznia | Sztafeta kobiet               | 14:30 CET | 4×9                |
| 20 stycznia | Sztafeta mężczyzn             | 12:00 CET | 4×13               |

## Wyniki

### Bieg na 10 km kobiet
| Pozycja | Zawodniczka            | Reprezentacja | Wynik   | Strata  |
| ------- | ---------------------- | ------------- | ------- | ------- |
| złoto   | Marit Bjørgen          | Norwegia      | 27:04,6 | —       |
| srebro  | Therese Johaug         | Norwegia      | 27:07,3 | +2,7    |
| brąz    | Justyna Kowalczyk      | Polska        | 27:22,6 | +18,0   |
| 4.      | Masako Ishida          | Japonia       | 27:22,8 | +18,2   |
| 5.      | Heidi Weng             | Norwegia      | 27:48,2 | +43,6   |
| 6.      | Anne Kyllönen          | Finlandia     | 27:54,0 | +49,4   |
| 7.      | Kristin Størmer Steira | Norwegia      | 27:54,9 | +50,3   |
| 8.      | Aino-Kaisa Saarinen    | Finlandia     | 27:54,9 | +50,3   |
| 9.      | Kerttu Niskanen        | Finlandia     | 27:59,1 | +54,5   |
| 10.     | Astrid Jacobsen        | Norwegia      | 28:05,8 | +1:01,2 |

### Bieg na 15 km mężczyzn
| Pozycja | Zawodnik                 | Reprezentacja | Wynik   | Strata  |
| ------- | ------------------------ | ------------- | ------- | ------- |
| złoto   | Aleksiej Połtoranin      | Kazachstan    | 37:11.6 | —       |
| srebro  | Aleksandr Biessmiertnych | Rosja         | 37:11,7 | +0,1    |
| brąz    | Dario Cologna            | Szwajcaria    | 37:12,0 | +0,4    |
| 4.      | Didrik Tønseth           | Norwegia      | 37:12,6 | +1,0    |
| 5.      | Aleksandr Legkow         | Rosja         | 37:13,0 | +1,4    |
| 6.      | Hannes Dotzler           | Niemcy        | 37:13,4 | +1,8    |
| 7.      | Johan Olsson             | Szwecja       | 37:15,2 | +3,6    |
| 8.      | Sjur Røthe               | Norwegia      | 37:17,6 | +6,0    |
| 9.      | Giorgio Di Centa         | Włochy        | 37:17,8 | +6,2    |
| 10.     | Martin Johnsrud Sundby   | Norwegia      | 37:17,8 | +6,2    |
| ...     |                          |               |         |         |
| 58.     | Maciej Kreczmer          | Polska        | 39:28,6 | +2:17,0 |

### Sztafeta kobiet
| Pozycja | Zawodniczki                                                                     | Reprezentacja     | Wynik     | Strata  |
| ------- | ------------------------------------------------------------------------------- | ----------------- | --------- | ------- |
| złoto   | Heidi Weng Therese Johaug Kristin Størmer Steira Marit Bjørgen                  | Norwegia I        | 57:05,4   | —       |
| srebro  | Anne Kyllönen Aino-Kaisa Saarinen Riitta-Liisa Roponen Kerttu Niskanen          | Finlandia         | 57:33,3   | +27,9   |
| brąz    | Vibeke Skofterud Ingvild Flugstad Østberg Martine Ek Hagen Astrid Jacobsen      | Norwegia II       | 58:09,1   | +1:03,7 |
| 4.      | Ida Ingemarsdotter Emma Wikén Anna Haag Lisa Larsen                             | Szwecja           | 58:15,1   | +1:09,7 |
| 5.      | Aurore Jean Célia Aymonier Anouk Faivre-Picon Coraline Hugue                    | Francja           | 58:19,4   | +1:14,0 |
| 6.      | Katrin Zeller Nicole Fessel Denise Herrmann Stefanie Böhler                     | Niemcy            | 58:47,3   | +1:41,9 |
| 7.      | Veronica Cavallar Virginia De Martin Topranin Debora Agreiter Ilaria Debertolis | Włochy            | 59:36,4   | +2:31,0 |
| 8.      | Julija Tichonowa Julija Iwanowa Marija Guszczina Łarisa Szajdurowa              | Rosja             | 1:00:18,5 | +3:13,1 |
| 9.      | Holly Brooks Kikkan Randall Liz Stephen Jessica Diggins                         | Stany Zjednoczone | 1:00:57,4 | +3:52,0 |

### Sztafeta mężczyzn
| Pozycja | Zawodnicy                                                                    | Reprezentacja     | Wynik     | Strata  |
| ------- | ---------------------------------------------------------------------------- | ----------------- | --------- | ------- |
| złoto   | Eldar Rønning Didrik Tønseth Martin Johnsrud Sundby Sjur Røthe               | Norwegia          | 1:17:22,5 | —       |
| srebro  | Daniel Richardsson Johan Olsson Calle Halfvarsson Marcus Hellner             | Szwecja           | 1:17:23,0 | +0,5    |
| brąz    | Jiří Magál Lukáš Bauer Aleš Razým Martin Jakš                                | Czechy            | 1:17:23,3 | +0,8    |
| 4.      | Jewgienij Biełow Maksim Wylegżanin Aleksandr Legkow Ilja Czernousow          | Rosja I           | 1:17:31,8 | +9,3    |
| 5.      | Jens Filbrich Hannes Dotzler Tobias Angerer Tim Tscharnke                    | Niemcy            | 1:18:23,8 | +1:01,3 |
| 6.      | Dmitrij Japarow Aleksandr Biessmiertnych Siergiej Turyszew Siergiej Ustiugow | Rosja II          | 1:18:28,5 | +1:06,0 |
| 7.      | Curdin Perl Dario Cologna Remo Fischer Toni Livers                           | Szwajcaria        | 1:18:29,8 | +1:07,3 |
| 8.      | Dietmar Nöckler Valerio Checchi Roland Clara Giorgio Di Centa                | Włochy I          | 1:19:08,8 | +1:46,3 |
| 9.      | Mathias Wibault Jean-Marc Gaillard Robin Duvillard Ivan Perrillat Boiteux    | Francja           | 1:20:12,4 | +2:49,9 |
| 10.     | Andrew Newell Noah Hoffman Tad Elliott Simeon Hamilton                       | Stany Zjednoczone | 1:20:25,1 | +3:02,6 |